# 1958년 뉴욕 영화 비평가 협회상
제24회 뉴욕 영화 비평가 협회상은 1958년 영화를 대상으로 하는 시상식이다.

## 수상 및 후보

### 작품상
- 흑과 백

### 감독상
- 흑과 백 - 스탠리 크레이머 수상

### 각본상
- 흑과 백 - Harold Jacob Smith 수상
- 흑과 백 - Nedrick Young 수상

### 여우주연상
- 나는 살고 싶다 - 수잔 헤이워드 수상

### 남우주연상
- 세퍼레이트 테이블 - 데이빗 니븐 수상

### 외국영화상
- 나의 아저씨